# Аморити
Аморити или Аморићани су семитски народ, који је заузео западну обалу Еуфрата од друге половине 3. миленијума п. н. е. Након еламитске инвазије 2004. п. н. е. Аморити су завладали Вавилонијом.

## Порекло
У најранијим сумерским изворима о Аморитима, почев од око 2400. године пре нове ере, земља Аморита („земља Мар.ту“) није повезана са Месопотамијом, већ са земљама западно од Еуфрата, укључујући Ханан и оно што постало Сирија до 3. века пре нове ере, тада познато као Земља Амура, а касније као Арам и Ебер-Нари.
Они се појављују као нецивилизован и номадски народ у раним месопотамским списима од Сумера, Акада и Асирије, западно од Еуфрата. Етнички термини Мар.ту („Западњаци“), Амуру (предложено у 2007. да потичу од aburru, „пашњак“) и Амор коришћени су за њих на сумерском, акадском и староегипатском. Од 21. века п. н. е., вероватно изазвано дугом великом сушом која је почела око 2200. п. н. е., велика миграција аморитских племена инфилтрирала се у јужну Месопотамију. Они су били један од узрока пропасти Треће династије Ура, а аморитске династије не само да су узурпирале дуго постојеће аутохтоне градове-државе као што су Исин, Ларса, Ешнуна и Киш, већ су и основале нове, најпознатији од којих је постао Вавилон, иако је у почетку то била мања држава.

### Постојбина
Постоји широк спектар погледа у вези са домовином Аморита. Једна крајност је гледиште да кур мар.ту/māt amurrim покрива читаво подручје између Еуфрата и Средоземног мора, укључујући и Арабијско полуострво. Најчешћи став је да је „домовина“ Аморита била ограничена област у централној Сирији идентификована као планински регион Џебел Бишри. Како је аморитски језик блиско повезан са боље проученим хананским језицима, при чему су сви они огранци северозападних семитских језика, за разлику од јужносемитских језика који се јављају на Арабијском полуострву, обично се сматра да они потичу из региона око Сирије и Трансјордана.

## Историја
У најранијим сумерским текстовима, све западне земље иза Еуфрата, укључујући и савремени Левант, биле су познате као „земља мар.ту (Аморитија)“. Тај израз се појављује у Енмеркару и Господару Арате, који је описује у време Енмеркара као једну од области насељених говорницима другог језика. Један други текст познат као Лугалбанда и птица Анзуд описује како се, 50 година након почетка Енмеркарове владавине, народ Марту настанио у Сумеру и Акаду (јужна Месопотамија), због чега је била неопходна изградња зида за заштиту Урука.
Аморити се такође понекад помињу у таблицама из источносемитског краљевства Ебла, које датирају од 2500. године пре нове ере до уништења града око 2250. године пре нове ере: из перспективе Еблата, Аморити су били рурална група која је живела у уском басену средњег и горњег Еуфрата у северној Сирији. За акадске краљеве централне Месопотамије, мар.ту је био једна од „четири четврти” која окружује Акад, заједно са Субарту/Асиријом, Сумером и Еламом. Нарам-Син из Акада бележи успешне кампање против њих у северној Сирији око 2240. п. н. е., а његов наследник Шар-Кали-Шари је следио њихов пример.
У време последњих дана Треће династије Ура, досељени Аморити су постали толика сила да су краљеви као што је Шу-Син били приморани да изграде зид од 270 km (170 mi) од Тигра до Еуфрата да их држе одвојено. Аморити се појављују као номадска племена под вођством поглавара, који су упадали у земље које су им биле потребне за испашу њихових стада. Део акадске књижевности овог доба омаловажавајуће говори о Аморитима и имплицира да су акадски и сумерски говорници Месопотамије гледали на њихов номадски и примитивни начин живота са гађењем и презиром.
„Они су припремали пшеницу и gú-nunuz (зрно) као посластицу, али су Аморити то јели а да не препознају шта садржи!“
Присуство Аморита у Египту било је неизбежно барем од Првог прелазног периода. Четрнаеста египатска династија левантске крви, са средиштем у делти Нила, имала је владаре који су носили аморитска имена, као што је Јакбму. Штавише, постоје докази који сугеришу да су каснији Хикси у Египту били амалгам азијских народа из Сирије, чији су део били и Аморити. На основу храмске архитектуре, Манфред Битак заговара постојање снажне паралеле између верских пракси Хикса у Аварису са онима у области око Библоса, Угарита, Алалаха и Тел Брака, дефинишући „духовни дом“ Хикса као „најсевернију Сирију и северну Месопотамију“, области које су се у то време обично повезивале са Аморитима. Године 1650. п. н. е., Хикси су успоставили Петнаесту династију Египта и владали већим делом Доњег и Средњег Египта истовремено са Шеснаестом и Седамнаестом династијом Тебе.

### Пад
Ова ера је окончана у северној Месопотамији, поразом и протеривањем Аморита и Вавилонаца којима су доминирали Аморити из Асирије од стране Пузур-Сина и краља Адасија између 1740. и 1735. п. н. е., а на крајњем југу успоном домаће династије Силенд око 1730. п. н. е. Аморити су се одржали у још једном малом и слабом Вавилону све док Хетити нису заузели Вавилон (око 1595. п. н. е.), што је окончало присуство Аморита, и довело нове етничке групе, посебно Касите, у први план у јужној Месопотамији. Од 15. века пре нове ере, термин Амуру се обично примењује на регион који се протеже северно од Канана све до Кадеша на реци Оронт у северној Сирији.

## Извори са натписа и таблица
У раним вавилонским натписима све западне земље (укључујући Асирију и Ханан) биле су познате као земља Аморита. Аморити су два пута заузели Вавилонију
- при крају 3. миленијума п. н. е.
- на почетку 1. миленијума п. н. е.

Старо име је етнички термин, који је повезан са Амуру или Амар, како су их звали Асирија и стари Египат.
Постојале су старе теорије да су Аморити номадски народ, који се преселио у друге земље да би напасао стоку. Новији археолошки докази показују да Аморити никад нису извршили инвазију током Треће урске династије. Многи Аморити су мирољубиво живели у малим енклавама. Постоје докази да су под трећом урском династијом служили војску и да су били у радним групама током акадске и треће урске династије.
Како је полако пропадала трећа урска династија и долазило до дезинтеграције сви региони су поново постајали независни. Регион у коме су живели Аморити није био изузетак од тога правила. Еламити су нападали и слабили војску царства. Неки Аморити су уграбили прилику и за себе преузели власт. Није било аморитске инвазије, него су Аморити дошли на власт на многим местима захваљујући ослабљеном царству. Еламити су коначно опљачкали Ур и окончали период треће урске династије око 20. века п. н. е. После неког времена најмоћнији владар Месопотамије постао је Аморит Шамши Адад I.
Изгледа да су Аморити имали култ бога Месеца Сина и Амура. Већина Аморита, а посебно они у Марију у Сирији писали су акадским дијалектом на таблицама из 1800.-1750. п. н. е. Било је ту многих семитских облика и конструкција. Њихов оригинални језик је био северозападни семитски дијалект.

## Последице по Месопотамију
Успон Аморита имао је дубоке и трајне политичке, социјалне и економске последице. Подела у краљевине уклонила је сваки траг сумерских градова-држава. Људи, земља и стока нису више физички припадали боговима, храмовима или краљевима. Нови владари су издали своју или свештеничку земљу на неограничен период. Осим тога ослободили су становнике неколико градова од пореза и присилног рада. Настало је ново друштво великих ратара, слободних грађана и трговаца. Свештеници су изгубили привилегије да је економски живот земље у њиховим рукама.
Месопотамска цивилизација је преживела долазак Аморита на власт, као што је преживела и акадску доминацију и период немира пре успона треће династије из Ура. Промене нису много погодиле религиозне, етичке и уметничке концепте. Аморити су обожавали сумерске богове и старе сумерске митове и епске приче.

## Генетика
Skourtanioti et al. (2020) conducted ancient DNA analysis on 28 human remains dating to the Middle and Late Bronze Age from Tell Atchana, ancient Alalakh, a city which was founded by Amorites and contained a Hurrian minority later on, which the authors called an Amorite cultural assemblage. The analysis found that the inhabitants of Alalakh were a mixture of Copper age Levantines and Mesopotamians, and were genetically similar to contemporary Levantines from Syria (Ebla) and Lebanon (Sidon).